# Campionato europeo Superstock 600 2009
Il Campionato europeo Superstock 600 del 2009 è stato la quinta edizione del campionato Europeo della categoria Superstock 600. Sviluppatosi su 10 prove in totale, con inizio in Spagna sul circuito di Valencia il 5 aprile e conclusione in Portogallo, sul circuito di Portimão il 25 ottobre.
Al termine del campionato si è laureato campione europeo il pilota britannico Gino Rea alla guida di una Honda CBR600RR gestita dal team Ten Kate Honda Racing, che ha preceduto di un punto l'italiano Marco Bussolotti su Yamaha. Al terzo posto si piazza il pilota belga Vincent Lonbois, sempre con Yamaha, staccato di 3 punti dal leader del campionato.

## Calendario
| Nº | Data         | Gran Premio | Circuito         | Pole Position         | Vincitore Gara   | Leader del campionato |
| -- | ------------ | ----------- | ---------------- | --------------------- | ---------------- | --------------------- |
| 1  | 5 aprile     | Spagna      | Valencia         | Danilo Petrucci       | Danilo Petrucci  | Danilo Petrucci       |
| 2  | 26 aprile    | Paesi Bassi | Assen            | Danilo Petrucci       | Gino Rea         | Gino Rea              |
| 3  | 10 maggio    | Italia      | Monza            | Ferruccio Lamborghini | Danilo Petrucci  | Danilo Petrucci       |
| 4  | 21 giugno    | San Marino  | Misano Adriatico | Ferruccio Lamborghini | Danilo Petrucci  | Danilo Petrucci       |
| 5  | 28 giugno    | Regno Unito | Donington        | Danilo Petrucci       | Marco Bussolotti | Danilo Petrucci       |
| 6  | 26 luglio    | Rep. Ceca   | Brno             | Vincent Lonbois       | Vincent Lonbois  | Danilo Petrucci       |
| 7  | 6 settembre  | Germania    | Nürburgring      | Vincent Lonbois       | Vincent Lonbois  | Danilo Petrucci       |
| 8  | 27 settembre | Italia      | Imola            | Danilo Petrucci       | Eddi La Marra    | Danilo Petrucci       |
| 9  | 4 ottobre    | Francia     | Magny-Cours      | Marco Bussolotti      | Florian Marino   | Gino Rea              |
| 10 | 25 ottobre   | Portogallo  | Portimão         | Eddi La Marra         | Marco Bussolotti | Gino Rea              |

## Classifica finale
| Posizione | Pilota                | Motocicletta      | Spagna (bandiera) | Paesi Bassi (bandiera) | Italia (bandiera) | San Marino (bandiera) | Regno Unito (bandiera) | Rep. Ceca (bandiera) | Germania (bandiera) | Italia (bandiera) | Francia (bandiera) | Portogallo (bandiera) | Punti |
| --------- | --------------------- | ----------------- | ----------------- | ---------------------- | ----------------- | --------------------- | ---------------------- | -------------------- | ------------------- | ----------------- | ------------------ | --------------------- | ----- |
| 1         | Gino Rea              | Honda             | 3                 | 1                      | 7                 | 8                     | 2                      | 6                    | 6                   | 2                 | 2                  | 3                     | 154   |
| 2         | Marco Bussolotti      | Yamaha            | 4                 | Rit                    | 4                 | 2                     | 1                      | 7                    | 3                   | 3                 | 3                  | 1                     | 153   |
| 3         | Vincent Lonbois       | Yamaha            | 2                 | Rit                    | 2                 | 3                     | 8                      | 1                    | 1                   | 6                 | 9                  | 2                     | 151   |
| 4         | Danilo Petrucci       | Yamaha            | 1                 | Rit                    | 1                 | 1                     | 9                      | 2                    | 2                   | 4                 | 18                 | 5                     | 146   |
| 5         | Eddi La Marra         | Honda             | Rit               | 5                      | 5                 | 4                     | 12                     | 3                    | 4                   | 1                 | 5                  | Rit                   | 104   |
| 6         | Jérémy Guarnoni       | Yamaha            | 5                 | 3                      | 3                 | 5                     | 3                      | 4                    | Rit                 | 5                 | Rit                | 6                     | 104   |
| 7         | Baptiste Guittet      | Honda             | 8                 | 7                      | 12                | 10                    | 4                      | 9                    | 7                   | 14                | 4                  | 9                     | 78    |
| 8         | Stefan Kerschbaumer   | Yamaha            | 7                 | 4                      | 13                | 9                     | 5                      | 8                    | 8                   | 13                | 8                  | 10                    | 76    |
| 9         | Fredrik Karlsen       | Yamaha            |                   |                        |                   | Rit                   | 13                     | 5                    | 5                   | 11                | Rit                | 4                     | 43    |
| 10        | Nico Morelli          | Honda             | Rit               | 10                     | 14                | 13                    | 6                      | Rit                  | Rit                 | 12                | 7                  | 8                     | 42    |
| 11        | Andrezej Chmielewski  | Yamaha            | 9                 | 9                      | 9                 | 18                    | 7                      | Rit                  | 11                  | 15                | 13                 | 13                    | 42    |
| 12        | Florian Marino        | Honda             |                   |                        |                   |                       |                        |                      |                     | 10                | 1                  | 7                     | 40    |
| 13        | Joey Litjens          | Yamaha            | 6                 | 2                      | 8                 |                       |                        |                      |                     |                   |                    |                       | 38    |
| 14        | Riccardo Cecchini     | Honda             | 14                | 12                     | 10                | 15                    | 10                     | 18                   | 9                   | 16                | 20                 | 12                    | 30    |
| 15        | Dino Lombardi         | Kawasaki          | 10                | 6                      | 11                | 14                    |                        |                      |                     |                   |                    |                       | 23    |
| 16        | Giuliano Gregorini    | Yamaha            |                   |                        | 6                 | Rit                   |                        |                      |                     | 7                 |                    |                       | 19    |
| 17        | Roberto Tamburini     | Yamaha            |                   |                        |                   | 7                     |                        |                      |                     | 8                 |                    |                       | 17    |
| 18        | Nacho Calero          | Kawasaki e Yamaha | 11                | 16                     | 15                | 16                    | 14                     | 13                   | 12                  |                   |                    | 14                    | 17    |
| 19        | Christian von Gunten  | Suzuki            | 12                | 13                     | Rit               | Rit                   |                        | 10                   |                     | 18                | 19                 | Rit                   | 13    |
| 20        | Louis Bulle           | Yamaha            |                   |                        |                   |                       |                        |                      |                     |                   | 6                  |                       | 10    |
| 21        | Andrea Boscoscuro     | Yamaha            |                   |                        |                   | 6                     |                        |                      |                     |                   |                    |                       | 10    |
| 22        | Kevin van Leuven      | Yamaha            |                   | 8                      |                   |                       |                        |                      |                     |                   |                    |                       | 8     |
| 23        | Ferruccio Lamborghini | Yamaha            |                   |                        | SQ                | Rit                   |                        |                      |                     | 9                 |                    |                       | 7     |
| 24        | Randy Pagaud          | Honda             |                   |                        |                   |                       |                        |                      |                     | 17                | 10                 | 23                    | 6     |
| 25        | Marc Moser            | Triumph           |                   |                        |                   |                       |                        |                      | 10                  |                   |                    | 17                    | 6     |
| 26        | André Carvalho        | Yamaha            |                   |                        |                   |                       |                        |                      |                     |                   |                    | 11                    | 5     |
| 27        | Nelson Major          | Yamaha            |                   |                        |                   |                       |                        |                      |                     |                   | 11                 |                       | 5     |
| 28        | Jonathan Martinez     | Honda             |                   |                        |                   |                       |                        | 11                   |                     |                   |                    | 18                    | 5     |
| 29        | Joe Burns             | Yamaha            |                   |                        |                   |                       | 11                     |                      |                     |                   |                    |                       | 5     |
| 30        | Davide Fanelli        | Yamaha            |                   |                        |                   | 11                    |                        |                      |                     |                   |                    |                       | 5     |
| 31        | Alex Ott              | Yamaha            |                   | 11                     |                   |                       |                        |                      |                     |                   |                    |                       | 5     |
| 32        | Daniele Manfrinati    | Honda             | 13                | 15                     | Rit               | 17                    | 15                     | 19                   |                     |                   |                    |                       | 5     |
| 33        | Nans Chevaux          | Honda             |                   |                        |                   |                       |                        |                      |                     |                   | 12                 |                       | 4     |
| 34        | Tomas Krajci          | Yamaha            |                   |                        |                   |                       |                        | 12                   |                     |                   |                    |                       | 4     |
| 35        | Roberto Farinelli     | Yamaha            |                   |                        |                   | 12                    |                        |                      |                     | Rit               |                    |                       | 4     |
| 36        | Mircea Vrajitoru      | Yamaha            | Rit               | 18                     | 17                | 19                    | 16                     | 15                   | 13                  | 24                | 17                 | 19                    | 4     |
| 37        | Alex Schacht          | Yamaha            |                   |                        |                   |                       |                        |                      |                     |                   | 14                 |                       | 2     |
| 38        | Michal Salac          | Yamaha            |                   |                        |                   |                       |                        | Rit                  | 14                  | 21                | 16                 | 16                    | 2     |
| 39        | Tomas Svitok          | Yamaha            |                   |                        |                   |                       |                        | 14                   |                     |                   |                    |                       | 2     |
| 40        | Jardo Van Huisstede   | Suzuki            |                   | 14                     |                   |                       |                        |                      |                     |                   |                    |                       | 2     |
| 41        | Sergio Batista        | Kawasaki          |                   |                        |                   |                       |                        |                      |                     |                   |                    | 15                    | 1     |
| 42        | Stéphane Egea         | Kawasaki          |                   |                        |                   |                       |                        |                      |                     |                   | 15                 |                       | 1     |
| 43        | David Látr            | Honda             | Rit               | 17                     | 16                | 20                    | 17                     | 16                   | 15                  | 25                | Rit                | 22                    | 1     |
| Posizione | Pilota                | Motocicletta      | Spagna (bandiera) | Paesi Bassi (bandiera) | Italia (bandiera) | San Marino (bandiera) | Regno Unito (bandiera) | Rep. Ceca (bandiera) | Germania (bandiera) | Italia (bandiera) | Francia (bandiera) | Portogallo (bandiera) | Punti |

| Legenda | 1º posto        | 2º posto            | 3º posto            | A punti      | Senza punti        | Grassetto=Pole position Corsivo=Giro più veloce |
| Legenda | Gara non valida | Non qual./Non part. | Ritirato/Non class. | Squalificato | "-" Dato non disp. | Grassetto=Pole position Corsivo=Giro più veloce |

## Sistema di punteggio
| Pos.  | 1  | 2  | 3  | 4  | 5  | 6  | 7 | 8 | 9 | 10 | 11 | 12 | 13 | 14 | 15 | 16> |
| ----- | -- | -- | -- | -- | -- | -- | - | - | - | -- | -- | -- | -- | -- | -- | --- |
| Punti | 25 | 20 | 16 | 13 | 11 | 10 | 9 | 8 | 7 | 6  | 5  | 4  | 3  | 2  | 1  | 0   |